# A Kiút epizódjainak listája
Ez a cikk a Kiút című sorozat epizódjait listázza.

## Évados áttekintés
| Évad | Évad | Epizódok | Eredeti sugárzás     | Eredeti sugárzás   | Eredeti adó      | Magyar sugárzás   | Magyar sugárzás    | Magyar adó |
| Évad | Évad | Epizódok | Évadpremier          | Évadfinálé         | Eredeti adó      | Évadpremier       | Évadfinálé         | Magyar adó |
| ---- | ---- | -------- | -------------------- | ------------------ | ---------------- | ----------------- | ------------------ | ---------- |
|      | 1    | 10       | 2022. február 20.    | 2022. április 10.  |                  | 2023. május 7.    | 2023. július 9.    |            |
|      | 2    | 10       | 2023. április 23.    | 2023. június 25.   |                  | 2023. október 15. | 2023. december 17. |            |
|      | 3    | 10       | 2024. szeptember 22. | 2024. november 24. | 2025. január 12. | 2025. március 16. |                    |            |

### 1. évad (2022)
| Sor. | Év. | Cím                           | Rendező       | Író                                    | Premier                            |
| ---- | --- | ----------------------------- | ------------- | -------------------------------------- | ---------------------------------- |
| 1.   | 1.  | Long Day's Journey into Night | Jack Bender   | John Griffin                           | 2022. február 20. 2023. május 7.   |
| 2.   | 2.  | The Way Things Are Now        | Jack Bender   | John Griffin                           | 2022. február 20. 2023. május 14.  |
| 3.   | 3.  | Choosing Day                  | Jack Bender   | John Griffin                           | 2022. február 20. 2023. május 21.  |
| 4.   | 4.  | A Rock and a Farway           | Jack Bender   | Javier Grillo-Marxuach                 | 2022. február 27. 2023. május 28.  |
| 5.   | 5.  | Silhouettes                   | Brad Turner   | Vivian Lee                             | 2022. március 6. 2023. június 4.   |
| 6.   | 6.  | Book 74                       | Brad Turner   | John Griffin                           | 2022. március 13. 2023. június 11. |
| 7.   | 7.  | All Good Things               | Jennifer Liao | Vivian Lee és John Griffin             | 2022. március 20. 2023. június 18. |
| 8.   | 8.  | Broken Windows, Open Doors    | Jennifer Liao | Javier Grillo-Marxuach és John Griffin | 2022. március 27. 2023. június 25. |
| 9.   | 9.  | Into the Woods                | Jeff Renfroe  | John Griffin                           | 2022. április 3. 2023. július 2.   |
| 10.  | 10. | Oh, the Places We'll Go       | Jeff Renfroe  | John Griffin                           | 2022. április 10. 2023. július 9.  |

### 2. évad (2023)
| Sor. | Év. | Cím                         | Rendező            | Író                                                            | Premier                             |
| ---- | --- | --------------------------- | ------------------ | -------------------------------------------------------------- | ----------------------------------- |
| 11.  | 1.  | Strangers in a Strange Land | Jack Bender        | Történet: John Griffin és Jeff Pinkner Tévéjáték: John Griffin | 2023. április 23. 2023. október 15. |
| 12.  | 2.  | The Kindness of Strangers   | Jack Bender        | Történet: John Griffin és Jeff Pinkner Tévéjáték: John Griffin | 2023. április 30. 2023. október 22. |
| 13.  | 3.  | Tether                      | Alexandra La Roche | Történet: John Griffin és Jeff Pinkner Tévéjáték: John Griffin | 2023. május 7. 2023. október 29.    |
| 14.  | 4.  | This Way Gone               | Alexandra La Roche | Történet: John Griffin és Jeff Pinkner Tévéjáték: John Griffin | 2023. május 14. 2023. november 5.   |
| 15.  | 5.  | Lullaby                     | Jack Bender        | John Griffin és Vivian Lee                                     | 2023. május 21. 2023. november 12.  |
| 16.  | 6.  | Pas de Deux                 | Jack Bender        | Történet: John Griffin és Jeff Pinkner Tévéjáték: John Griffin | 2023. május 28. 2023. november 19.  |
| 17.  | 7.  | Belly of the Beast          | Brad Turner        | Történet: John Griffin és Jeff Pinkner Tévéjáték: John Griffin | 2023. június 4. 2023. november 26.  |
| 18.  | 8.  | Forest for the Trees        | Brad Turner        | John Griffin és Vivian Lee                                     | 2023. június 11. 2023. december 3.  |
| 19.  | 9.  | Ball of Magic Fire          | Jack Bender        | Történet: John Griffin és Jeff Pinkner Tévéjáték: John Griffin | 2023. június 18. 2023. december 10. |
| 20.  | 10. | Once Upon a Time...         | Jack Bender        | John Griffin és Jeff Pinkner                                   | 2023. június 25. 2023. december 17. |

### 3. évad (2024)
| Sor. | Év. | Cím                      | Rendező            | Író                                                            | Premier                               |
| ---- | --- | ------------------------ | ------------------ | -------------------------------------------------------------- | ------------------------------------- |
| 21.  | 1.  | Shatter                  | Jack Bender        | Történet: John Griffin és Jeff Pinkner Tévéjáték: John Griffin | 2024. szeptember 22. 2025. január 12. |
| 22.  | 2.  | When We Go               | Jack Bender        | Történet: John Griffin és Jeff Pinkner Tévéjáték: John Griffin | 2024. szeptember 29. 2025. január 19. |
| 23.  | 3.  | Mouse Trap               | Jack Bender        | Brigitte Hales                                                 | 2024. október 6. 2025. január 26.     |
| 24.  | 4.  | There and Back Again     | Jack Bender        | Kristen Layden                                                 | 2024. október 13. 2025. február 2.    |
| 25.  | 5.  | The Light of Day         | Alexandra La Roche | Brigitte Hales és John Griffi                                  | 2024. október 20. 2025. február 9.    |
| 26.  | 6.  | Scar Tissue              | Alexandra La Roche | Kristen Layden és John Griffin                                 | 2024. október 27. 2025. február 16.   |
| 27.  | 7.  | These Fragile Lives      | Bruce McDonald     | Történet: John Griffin és Jeff Pinkner Tévéjáték: John Griffin | 2024. november 3. 2025. február 23.   |
| 28.  | 8.  | Thresholds               | Bruce McDonald     | Történet: John Griffin és Jeff Pinkner Tévéjáték: John Griffin | 2024. november 10. 2025. március 2.   |
| 29.  | 9.  | Revelations: Chapter One | Jack Bender        | Történet: John Griffin és Jeff Pinkner Tévéjáték: John Griffin | 2024. november 17. 2025. március 9.   |
| 30.  | 10. | Revelations: Chapter Two | Jack Bender        | Történet: John Griffin és Jeff Pinkner Tévéjáték: John Griffin | 2024. november 24. 2025. március 16.  |